# Juha-Matti Ruuskanen
Juha-Matti Matias Ruuskanen (* 24. Juli 1984 in Kuopio) ist ein ehemaliger finnischer Skispringer.

## Werdegang
Ruuskanen springt für Puijon Hiihtoseura und stand 2000 erstmals gemeinsam mit Veli-Matti Lindström, Akseli Lajunen und Kimmo Yliriesto im Mannschaftskader bei den Juniorenweltmeisterschaften im slowakischen Štrbské Pleso. Das Team erreichte den 3. Platz. Für die Saison 2001/02 im Skisprung-Continental-Cup wurde er dann erneut in die Nationalmannschaft berufen. Nach zwei erfolgreichen Saisons, stand er am 28. November 2003 erstmals im Aufgebot für einen Weltcup in Kuusamo. Den Wettkampf auf der Großschanze beendete er auf dem 32. Platz. Nachdem Ruuskanen in der Saison 2003/04 diverse Top-10-Resultate im Continental Cup erzielt hatte, wurde er erneut in den A-Nationalkader aufgenommen. Am 23. Januar 2004 erreichte er dabei auf der Großschanze Hakuba mit Platz 6 sein bislang bestes Ergebnis in einem Weltcup-Springen. Diesen Erfolg konnte er jedoch nicht mehr wiederholen und springt bislang nur erfolgreich im Continental Cup, wo er in der Saison 2004/05 einige Podestplätze erringen könnte. Nach drei Weltcup-Springen 2007 ohne größeren Erfolg, wurde er am 14. Februar 2009 erneut ins Nationalteam berufen und sprang in Oberstdorf beim Skifliegen auf den 28. Platz.
In der Folgezeit wurde Ruuskanen im Weltcup meist nur als Ersatzmann eingesetzt. Im Januar 2010 ging er beim Weltcup in Sapporo an den Start. Dies war aber dem Umstand geschuldet, dass die erste Mannschaft pausierte und die Continental-Cup-Mannschaft startete. Bei den finnischen Meisterschaften auf der Großschanze am 27. März 2011 in Kuopio wurde er hinter Olli Muotka und Jarkko Määttä dritter.

## Erfolge

### Weltcupsiege im Team
| Nr. | Datum            | Ort        | Typ         |
| --- | ---------------- | ---------- | ----------- |
| 1.  | 15. Februar 2009 | Oberstdorf | Flugschanze |

### Continental-Cup-Siege im Einzel
| Nr. | Datum             | Ort       | Typ         |
| --- | ----------------- | --------- | ----------- |
| 1.  | 11. Dezember 1999 | Trondheim | Großschanze |

## Statistik

### Weltcup-Platzierungen
| Saison  | Platz | Punkte |
| ------- | ----- | ------ |
| 2003/04 | 44.   | 65     |
| 2008/09 | 82.   | 03     |
| 2010/11 | 67.   | 06     |

### Grand-Prix-Platzierungen
| Saison | Platz | Punkte |
| ------ | ----- | ------ |
| 2005   | 26.   | 74     |
| 2010   | 75.   | 06     |
| 2011   | 62.   | 18     |